# Rock Springs (Wyoming)
Rock Springs és una població dels Estats Units a l'estat de Wyoming. Segons el cens del 2000 tenia 18.708 habitants.

## Demografia
Segons el cens del 2000, Rock Springs tenia 18.708 habitants, 7.348 habitatges, i 4.930 famílies. La densitat de població era de 391,7 habitants/km².
Dels 7.348 habitatges en un 35,4% hi vivien nens de menys de 18 anys, en un 52,5% hi vivien parelles casades, en un 10,2% dones solteres, i en un 32,9% no eren unitats familiars. En el 27,4% dels habitatges hi vivien persones soles el 8,5% de les quals corresponia a persones de 65 anys o més que vivien soles. El nombre mitjà de persones vivint en cada habitatge era de 2,48 i el nombre mitjà de persones que vivien en cada família era de 3,02.
Per edats la població es repartia de la següent manera: un 27,1% tenia menys de 18 anys, un 11,2% entre 18 i 24, un 29,2% entre 25 i 44, un 22,5% de 45 a 60 i un 9,9% 65 anys o més.
L'edat mediana era de 34 anys. Per cada 100 dones de 18 o més anys hi havia 98,2 homes.
La renda mediana per habitatge era de 42.584 $ i la renda mediana per família de 51.539 $. Els homes tenien una renda mediana de 44.809 $ mentre que les dones 22.609 $. La renda per capita de la població era de 19.396 $. Entorn del 6,4% de les famílies i el 9,4% de la població estaven per davall del llindar de pobresa.

## Poblacions més properes
El següent diagrama mostra les poblacions més properes.